# Nada Ina Pauer
Nada Ina Pauer (Korneuburg, 11 novembre 1986) è una mezzofondista austriaca con cittadinanza tedesca.

## Palmarès
| Anno                            | Manifestazione | Sede    | Evento       | Risultato | Prestazione | Note |
| ------------------------------- | -------------- | ------- | ------------ | --------- | ----------- | ---- |
| In rappresentanza dell' Austria |                |         |              |           |             |      |
| 2018                            | Europei        | Berlino | 5000 m piani | dq        | dq          |      |
| 2019                            | Europei indoor | Glasgow | 3000 m piani | 12ª       | 9'06"75     |      |

## Altre competizioni internazionali
2006
- Argento nella Second League di Coppa Europa ( Novi Sad), 3000 m piani - 9'43"45

2017
- 5ª nella Second League degli Europei a squadre ( Tel Aviv), 1500 m piani - 4'23"89